# Alberto Bellini
Alberto Bellini (ur. 7 czerwca 1987 w Dolo) – włoski siatkarz, grający na pozycji przyjmującego. Od sezonu 2018/2019 występuje w drużynie Conad Reggio Emilia.

## Sukcesy reprezentacyjne
Mistrzostwa Europy Juniorów:
- 2006